# Németh András (vegyész)
Németh András (Szombathely, 1927. —) vegyész, szerves kémiai kutató.

## Élete[forrás?]
Németh András 1927-ben született Szombathelyen Németh István, tanító és Őri Jolán gyermekeként. Testvére, Dr. Németh Jenő, aki szintén tudományos pályát választott, korábban az MTA Műszaki Kémiai Kutató Intézet tud. vezetője is. Feleségétől, Árvay Ágnestől András nevű fiuk született.

## Szakmai pályája
Elemi és középiskoláit Szombathelyen végezte. 1945 augusztusában nyert felvételt a Budapesti Műszaki Egyetem Vegyészmérnöki Karára és itt diplomázott 1949-ben.
Első munkahelye a Kőbányai Gyógyszerárugyár volt ahol üzemmérnökként dolgozott.
1950-től 1961-ig a Magyar Ásványolaj és Földgázkísérleti Intézetben elébb mint tudományos munkatárs, majd tudományos főmunkatárs dolgozott, munkája acetilén petrolkémiai előállítása volt. Az Intézetben már folyamatban lévő laboratóriumi és félüzemi kísérletek eredményei alapján egy államközi szerződésben építettek fel a Román Népköztársaságban üzemet Buciumeniben, ahol személyesen helyben is dolgozott a metánból acetilént termelő folyamatok optimalizálásán.
1960-ban befejezve levelező aspirantúráját a kémiai tudományok kandidátusává vált majd 1961-ben a Műszaki Egyetem doktora.
1961-ben az Invest Vegyipari Vállalathoz majd 1963-ban a Vegyiműveket Tervező Vállalathoz kerül. Utóbbinál szakosztályvezetői kinevezést kap a Petrolkémiai főosztályon.
1967-ben meghívást kap a Kulturális Kapcsolatok Intézete kiküldetésében mint a Ford Alapítvány ösztöndíjasa a Kaliforniai Egyetemre ahova felesége is vele utazik. Sajnos ez idő alatt, a következő bő egy évben gyermekét nem láthatta, akit a szülőföldön családtagoknál kellett hagyjon a szigorú kiutazási feltételek miatt.
1971-ben a Vegyipari Számítástechnikai Fejlesztési Intézet a munkahelye, ahol főosztályvezető. 1976-ban a Veszprémi Vegyipari Egyetem címzetes egyetemi tanára.1976-ban három hónapot töltött a Göttingeni Egyetem Fizikai Kémia Intézetében, majd 1,5 hónapot az Imperial College London, Égéstudományi Tanszékén. 1981-1992 között a Tudományszervezési és Informatikai Intézet tudományos igazgatóhelyettese. Előadó professzor volt a Veszprémi Vegyipari Egyetem Vegyipari Műveletek Tanszékén 1960-1975 között, a BME Kémiai Technológia Tanszékén 1970-1993 között, valamint UNDP szakértő az Indiai Technológiai Intézetben Bombay-ban 1987-ben. Részt vett a szakmai tudományos közéletben is, titkára, majd 1960-tól 1997-ig társelnöke volt a Magyar Kémikusok Egyesületének, később állandó tagja. A The Combustion Institute Pittsburgh, Magyar Nemzeti Bizottságának titkára volt 1960-1995-ig, később állandó tagja. Az Oxidation Communication c. folyóirat szerkesztőbizottságának volt tagja. 9 könyv szerzője és társszerzője, mintegy 130 irodalmi közlemény szerzője és társszerzője bel- és külföldi szakfolyóiratokban.

## Fontosabb publikációi

### Szakmai és tankönyvek
- Égésen alapuló vegyipari eljárások (Dr. Németh András, Műszaki Könyvkiadó, 1963)
- Vegyipari Termékek (Preisich Miklós szerk., Műszaki Könyvkiadó, 1974, Dr. Németh András alatti fejezetek: 7. Acetilén, 9. Aceton-ciánhidrid, 22. Butilkaucsuk, 52. Kloroprén és kloroprénkaucsuk, 59. Nitrilkaucsuk, 66. cisz-Butadién-kaucsuk, 70. Poliizobutilén, 71. cisz-Poliizoprén-kaucsuk, 80. propilén-oxid és propilén-glikolok,  88. Sztirol-butadién-kaucsuk)
- Fejezetek a kémiai technológiai kibernetikából (Dr. Németh András, Dr. Tátrai Ferenc, BME egyetemi tankönyv, 1980)
- Kémiai Technológiai Hálózatok (Tátrai, Soltész, Németh, Tudományszervezési és Informatikai Intézet, 1985)
- Studies in computer-aided modelling, design and operation (Pallai szerk.,Veres szerk., Akadémiai Kiadó, 1992, Dr Németh András alatti fejezet: 1. The systems approach to chemical engineering)

### Szakmai Folyóiratok
- Ásványolaj és Földgázipari kutatások 1948-59 (Magyar Ásványolaj és Földgáz Kísérleti Intézet közleményei 1, Műszaki Könyvkiadó, 1960, fejezetek: 15. Benedek-László-Németh: A metán parciális oxidációja)
- Magyar Ásványolaj és Földgáz Kísérleti Intézet közleményei 2 1961 (1961, Műszaki Könyvkiadó, fejezetek: 28. Németh-Losonczy: Metán felső éghetőségi határának mérése nyomáson, dinamikus módszerrel)
- Magyar Ásványolaj és Földgáz Kísérleti Intézet közleményei 3 1962 (Műszaki Könyvkiadó, fejezetek: 14. dr. László-dr. Németh: Metán parciális oxidációja acetilénre és szintézisgázra, A koromeltávolítás problémái metán parciális oxidációjánál; 15. dr Németh-Losonczy: A metán parciális oxidációjában keletkező korom vizsgálata; 16. dr. László-dr. Németh-Hupka: Adalékanyagok hatása áramló gázok öngyulladási hőmérsékletére)
- Magyar Ásványolaj és Földgáz Kísérleti Intézet közleményei 4 1964 (Műszaki Könyvkiadó, fejezetek: 13-14. dr. László-dr-Németh-dr. Fáy László: Áramló gáz gyújtási paramétereinek összefüggése I.-II.)
- Magyar Ásványolaj és Földgáz Kísérleti Intézet közleményei 6 1965 (Műszaki Könyvkiadó, fejezetek: 8. dr. Németh-Szalay Ottó: Égési sebesség mérése résoptikai módszerrel metán-levegő elegynél a gázösszetétel, az égőátmérő és a terhelés függvényében)
- Magyar Ásványolaj és Földgáz Kísérleti Intézet közleményei 7 1966 (Műszaki Könyvkiadó, fejezetek: 6. dr.László-dr. Németh-dr. Fáy-dr. Szalay-Hupka: Öngyulladás vizsgálata áramló rendszerben)
- Magyar Ásványolaj és Földgáz Kísérleti Intézet 186. kiadvány: Metán parciális oxidációja acetilénre és szintézisgázra I. Laboratóriumi és félüzemi kísérletek (Németh-László, Nehézvegyipari Kutató Intézet nyomdája, Veszprém, Felelős kiadó dr. Freund Mihály)
- Magyar Ásványolaj és Földgáz Kísérleti Intézet 210. kiadvány: Metán parciális oxidációja acetilénre és szintézisgázra II. Laboratóriumi és félüzemi kísérletek (Németh-László, Nehézvegyipari Kutató Intézet nyomdája, Veszprém, Felelős kiadó dr. Freund Mihály)
- Magyar Ásványolaj és Földgáz Kísérleti Intézet 285. kiadvány: A résoptikai mérési módszer és alkalmazása az égés kutatásban (Németh-Szalay, Intézeti kiadvány, Veszprém, Felelős kiadó dr. Freund Mihály)
- First International Summer School on Metal Complex Catalysis and Fourth Symposium on Metal Complexes in Catalytic Oxidation Reactions (Wroclaw-Karpacz-Bierutowice Poland, 1979, fejetezek: P30 Sumegi L.-Gedra A.-Németh A.-Hajdu J.P.: Studies on the Mechanism of Catalytic Epoxidation Processes)
- A Magyar Tudományos Akadémia Kémiai Tudományok Osztályának Közleményei 21. kötet (Akadémiai Kiadó 1964, 176. oldal Németh András: A petrolkémiai alapú acetilén és acetilén-etilén együttes előállításának fejlődése
- A Magyar Tudományos Akadémia Kémiai Tudományok Osztályának Közleményei 22. kötet (Akadémiai Kiadó 1964, 312. old. Németh András: Aromás szénhidrogének kőolajból)
- Acta Chimica Magyar Tudományos Akadémia Kémiai Tudományok Osztályának Idegen nyelvű Közleményei (Akadémiai Kiadó 1966, 385. old. A. Németh-O.Szalay: New Method for the Quantitative Analysis of Combustion Processes with Toepler's Parallel Beam Schlieren Apparatus)
- Proceedings of the 2nd Conference on Applied Physical Chemistry Vol.2 (Akadémiai Kiadó, 1971, fejezetek: 23.10 Németh A.-Dobay S.: Flame reactor calculations; 23.11 Németh A.-Sztano T.: Mathematical Modelling of the BVK Partial Oxidation Plant)
- Industrie Chimique Belge Science T. 32 - No 9 - 1967 Szeptember (965. old. Lovas G.-Nemeth A.: Über die möglichkeiten der acetoncyanhidrin syntese und produktreinigung auf grund vervarenstechnischen rechnungen)